# Kto zabił Palomina Molero?
Kto zabił Palomina Molero? (hiszp. Quién mató a Palomino Molero?) – powieść peruwiańskiego pisarza Mario Vargasa Llosy, wydana w 1986. Pierwsze polskie tłumaczenie ukazało się w 1995 r. nakładem poznańskiego Domu Wydawniczego Rebis.
Akcja książki toczy się wokół śmierci Palomino Molero – peruwiańskiego młodziutkiego śpiewaka bolero. Tropem makabrycznej śmierci podąża dwóch policjantów, usiłujących rozwikłać nietypowe jak dla peruwiańskiej mieściny zdarzenie – Silva będący mistrzem dedukcji, który skłania do mówienia najbardziej opornych ludzi, oraz Lituma – asystent Silvy o bogatej wyobraźni. Krok po kroku prowadza nas do nieoczekiwanego rozwiązania zagadki.